# Hipódromo de Veliefendi
El Hipódromo de Veliefendi (en turco: Veliefendi Hipodromu) es una pista de carreras de caballos ubicada en el barrio Veliefendi en el distrito de Zeytinburnu en la ciudad de Estambul, Turquía. Es hipódromo más antiguo y más grande del país fundado sobre un antiguo pastizal que fue históricamente una finca perteneciente a Şeyhülislam Veliyüddin Efendi, una autoridad superior en el islam del siglo XVIII en el Imperio Otomano. El hipódromo fue construido entre los años 1912 y 1913 por especialistas alemanes por la iniciativa de Enver Pasha. El hipódromo acoge también eventos musicales. En 2006, el cantante pop turco Nez celebró allí un concierto. 